# Милянич, Нико
Нико Милянич (серб. Нико Миљанић; 1892, Цетине, Княжество Черногория — 20 октября 1957, Мехико) — югославский черногорский врач-хирург, учёный и политический деятель. Участник Народно-освободительной войны Югославии, первый Председатель Президиума Народной Скупщины Социалистической Республики Черногории, основатель медицинского факультета Белградского университета.

## Биография
Родился в 1892 году в Цетине в известной семье врачей. Окончил медицинский факультет Парижского университета. Добровольцем участвовал в Первой мировой войне. Основал в 1921 году в Белградском университете медицинский факультет, работал там преподавателем. В 1934 году основал общество имени святого Василия Острожского, которое открыло в городе одноимённую больницу.
С 1942 года на фронтах Народно-освободительной войны Югославии. Член Антифашистского вече народного освобождения Югославии, председатель Земельного антифашистского вече народного освобождения Черногории (позднее Черногорской антифашистской скупщины народного освобождения) с 15 июля 1943 по 14 июля 1944. С 14 июля 1944 по 21 ноября 1946 руководитель Народной Республики Черногория — Председатель Президиума Народной Скупщины.
После войны Милянич снова посвятил себя медицине и работе на медицинском факультете Белградского университета. Член Французской хирургической академии. Офицер ордена Почётного легиона, кавалер Ордена национального освобождения.
Скончался 20 октября 1957 в Мехико во время Международного конгресса хирургов. Его имя носят анатомический институт медицинского факультета в Белграде и больница города Никшич.